# Saint-Plantaire
Saint-Plantaire är en kommun i departementet Indre i regionen Centre-Val de Loire i de centrala delarna av Frankrike. Kommunen ligger i kantonen Aigurande som tillhör arrondissementet La Châtre. År 2022 hade Saint-Plantaire 602 invånare.

## Befolkningsutveckling
Antalet invånare i kommunen Saint-Plantaire
Referens:INSEE